# Richard Wolfgang Semon
Pour les articles homonymes, voir Semon.
Richard Wolfgang Semon (né le 22 août 1859 à Berlin et mort le 27 décembre 1918 à Munich) est un zoologue allemand partisan de la biologie de l'évolution et croyant en l'hérédité des caractères acquis, croyance qu'il appliqua à l'évolution sociale.

## Biographie
Semon théorisa des parallèles psycho-physiologiques selon lesquels chaque état psychologique correspond à des altérations au niveau des nerfs. Il postula l'idée des mnemes (fondée sur la déesse grecque Mnemosyne, déesse primordiale de la mémoire) qui représente la mémoire liée à une expérience venant de l'extérieur puis allant à l'intérieur. Il en résulte une « trace mnésique » ou « engramme » susceptible d'être activée quand un élément ressemblant au complexe mnésique originel rencontre un stimulus externe proche.
Le concept de Semon est fondé sur la façon selon laquelle un stimulus produit un « enregistrement permanent […] gravé dans la substance cérébrale » (par exemple au sein des réseaux neuronaux). La relation entre certaines parties du corps, et le phénomène de « réflexe automatique, de co-mouvements, de sensation radiaire » est pour Semon une preuve en faveur de l'« influence des engrammes ». Semon utilise l'image de la phonographie pour expliquer le fonctionnement de la « machine à mnèmes », la distribution et la réactualisation des engrammes dans le corps.
Le concept de mème de Richard Dawkins, décrivant une unité de réplication culturelle, proposé en 1976, bien qu'il s'en attribua la paternité, entretient de fortes ressemblances avec le concept de Semon.